# Gamepad
Gamepad ili kontroler (također zvan joypad ili control pad) vrsta je ulazne jedinice za igraće konzole i osobna računala, koja služi za upravljanje u videoigrama i koja se drži s obje ruke. Najčešće gamepad sadrži tipke za kretanje (gore, dolje, lijevo, desno, tzv. D-pad) te tipke na desnoj strani gamepada (obično označene slovima A, B, X i Y ili znakovima). Dodatne tipke (start, select ili mode) obično su postavljene na središnjem ili stražnjem dijelu gamepada, dok se kod nekih kontrolera tipke nalaze i na gornjem dijelu (tzv. shoulder buttons, primjerice R1/R2 i L1/L2 kod kontrolera za PlayStation). 
Gotovo svi moderniji upravljači imaju i analognu palicu sličnu igraćoj palici (joysticku), ali mnogo manjih dimenzija. Prvi se put analogna palica pojavila 1982. godine na igraćoj konzoli Arcadia 2001, američke tvrtke Emerson Radio, dok će se s vremenom takva vrsta upravljača pojaviti na svim gamepadovima poznatih igraćih konzola.

## Slike
- Sega Saturn gamepad
- Microsoft Sidewinder
(PC)
- DualShock
(PlayStation)
- DualShock 2
(PlayStation 2)
- DualShock 3
(PlayStation 3)
- Nintendo GameCube gamepad
- Wii gamepad
- Xbox 360 gamepad